# UPS航空1307便火災事故
UPS航空1307便火災事故（UPSこうくう1307びんかさいじこ）は、2006年2月8日にアメリカ合衆国で発生した航空事故である。フィラデルフィア国際空港に向けて降下中に貨物室内で火災が発生した。機体は緊急着陸を行い、乗員3人は軽傷を負ったが死亡者は出なかった。

## 概要

### 事故機
- 使用機材：DC-8-71F
  - エンジン：CFMインターナショナル CFM56
  - 機体記号：N748UP[5]
  - 製造年月：1967年12月
  - 総飛行時間：約67,675時間

1985年にUPS航空が事故機を購入し、当初の運航はインターステート・エアラインズが行っていた。1988年の破産と共にUPS航空が機体を引き継ぎ、以来同社が運航していた。
事故機の推定着陸重量は約229,586ポンド（燃料36,300ポンド、手荷物および貨物58,312ポンド）と推定されており、着陸重量制限の258,000ポンド以内であった。

### 乗務員
- 機長：59歳。事故当時約25,000時間の飛行経験を有していた。DC-8での飛行経験は、約16,000時間[7]。
- 副操縦士：40歳。事故当時約7,500時間の飛行経験を有していた。DC-8での飛行経験は、約2,100時間[7]。
- 航空機関士:61歳。事故当時約9,000時間の飛行経験を有していた。DC-8での飛行経験は、約430時間[7]。

## 経緯
2006年2月7日、UPS航空1307便は貨物定期便として、東部標準時22時41分頃にハーツフィールド・ジャクソン・アトランタ国際空港を出発した。事故機の乗務員によると、 フィラデルフィア国際空港への降下を開始した直後まで、何事もなく運航されていた。23時34分、ワシントンD.C.の南西約50海里のフライト・レベル310を降下中、乗員が機内に充満する木材の焼ける臭いについて話し合う音声が録音されている。機長は臭いが最初に検知された直後、別の空港へのダイバートを検討したが、探知器などが作動しなかったため、フィラデルフィアへの飛行を継続した。その後数分間にわたり、機長と航空機関士は臭いの原因のトラブルシューティングに当たったが、うまくいかなかった。
23時54分、高度約3,600フィートを降下中、貨物室内で煙が発生したことを乗員は認知した。1307便は滑走路27Rへの進入を許可され、機長は管制官に対して貨物室での煙の発生の報告と、緊急車両の出動要請を行った。また機長のディスプレイ表示が消失する事態となった。機長は乗員に対しての酸素マスクの着用と、航空機関士に対しての下部貨物室・主貨物室の煙・火災のチェックリストの実行を指示した。23時56分、管制官は滑走路27Rよりも1006 フィート (308 m)長い滑走路27Lへの進入許可を出したが、機体は滑走路27Rへの進入を継続した。23時57分、着陸チェックリストの読み上げが副操縦士により行われた。
23時59分、1307便はフィラデルフィア国際空港の滑走路27Rに着陸した。この直後煙がコックピット内に充満し、急速に濃くなったと管制官に報告している。煙の流入は止まらず、最終的には乗員同士の姿を視認することが困難になるまで悪化した。乗員は機体が停止した後、副操縦士が緊急脱出を要請。機長と航空機関士が緊急脱出チェックリストを実施した。そして左前方（L1）ドアにある緊急用スライドを使って、機外に脱出した。消防隊員によるとこの時炎は見えなかったが、開いたL1ドアと尾翼部分から煙が出ていたという。
0時40分、隊員がオーバーウイング・ハッチを開き、ハッチ後方の貨物コンテナ上部と天井の間から出火しているのを確認した。2時頃には胴体を貫通しての燃焼が始まり、2時20分には完全に出火していると判断された。4時7分、火災は鎮火されたと判断された。

## 調査
乗員は皆休養を取っており、パフォーマンスに問題はなかった。また、機体に主だった欠陥は発見されなかった。またフィラデルフィア国際空港への飛行継続の是非を検討したところ、代替空港に着陸を試みた場合にかかる時間は17～18分ほどと見積もった。しかし、迂回するにあたっての仕事量が増加して乗員が潜在的な煙や火災の危険性から注意が逸れる可能性や、警報等が作動していなかったことを考慮して、乗員たちの判断には問題はなかったと結論付けた。

### 出火状況

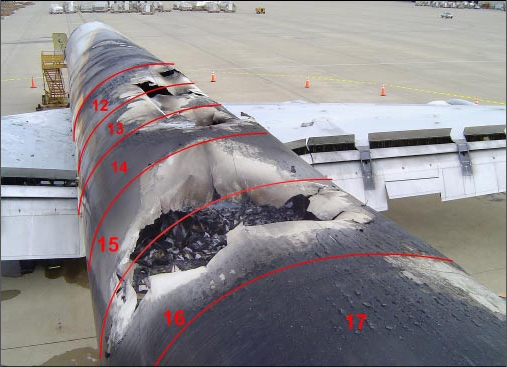
航空機頭頂部の損傷。赤マークと数字は貨物コンテナの番号と領域を示す。

火災の最初の兆候は「木材の焼ける臭い」であり、その後暫くにわたって煙が目撃されていないことから、火災は当初くすぶった状態だったと事故調査委員会は推測した。
火災が発生したコンテナを突き破ると、火は隣接するコンテナへ延焼し始めた。ちょうどこの時に、警報装置が作動したと考えられる。また、航空機関士は煙を目撃した時は主貨物室のシャットオフバルブを閉じるためにコックピットを出た時であり、この時に煙がコックピットに侵入したと推測された。その後も火災は延焼を続け、機長のディスプレイ画面の停止や、コックピットへの煙の流入といった事態にまで悪化している。
L1ドアから機内に入った消防隊員は煙を確認したが、主貨物室には火災はなかった。着陸から40分後、右前方のオーバーウイング・ハッチを開けたところ、開口部のすぐ後方にあるコンテナの上に炎が上がっているのに気づいた。着陸後もドアの開け口や焼損穴、更には貨物コンテナ内の荷物や梱包材が可燃性であったことも影響し、着火しやすい燃料源であったこともあり、胴体は主翼後部（コンテナ12、13、14付近）を貫通して、約2時間に渡って燃えた。
以上の証拠から、事故調査委員会は、火災が貨物コンテナを突き破ってから航空機の煙・火災検知システムによって検知され、その時点で延焼が進行し、着陸後の火災の拡大は、開いたドアや焼損穴から侵入した空気によってもたらされたと結論づけた。

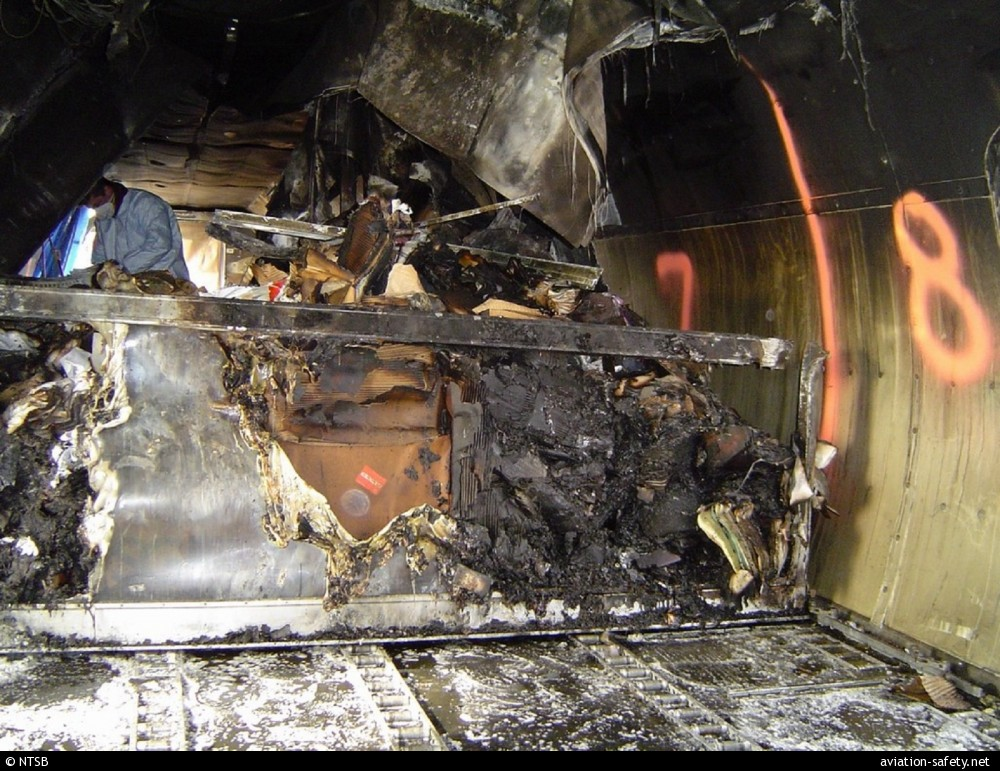
火災で損傷したメインデッキ内部及び貨物積載物。

### 出火点と出火原因
委員会はまた、出火点の特定も行った。下部貨物室は熱による損傷がなく、煤と煙の痕跡が付着していたのみであり、除外された。貨物コンテナ1～11は、熱による損傷が最小限から中程度であり、周囲の胴体の構造的損傷がほとんどなかったため、火災の発生場所として除外された。コンテナ 15と18は、現場検証で貨物が確認され、発火源の証拠が見つからなかったため、出火場所として除外された。
コンテナ 16と17の内容物は損傷が激しく焼け跡も発見されたが、飛行中・地上での空気が後方に流れることを考慮して、発生源として除外された。また火災が激しさを増したのは、消防隊員がドアを開けたことで、空気が流入したためと考えられた。
消防隊員はコンテナ12と13 の付近で機内の炎を最初に目撃したと報告しており、貨物室の床まで損傷していたという周辺の損傷状況から、これらの区画が発生源となったと推測された。またコンテナ14も損傷状態が酷かったことと、積み荷の内容を現場検証で確認できなかったことから、排除することができなかった。
貨物コンテナの積載物を調べたところ、コンピュータなど、多くの電子機器にリチウム二次電池など何かしらの電源が入っていることが判明した。しかし品目の多くが損傷しており、詳細な特定をすることができなかった。また機器や電池に関する情報が不足していたため、リコール歴について調べることもできなかった。
事故調査委員会は、出火源は貨物コンテナ12、13、14のいずれか、出火原因はリチウム電池を搭載した電子機器に起因するが、その詳細までを特定することはできなかったと結論付けた。

## 結論
国家運輸安全委員会は、この事故の推定原因を、出火源が貨物コンテナ12、13、14のいずれかにあった可能性が高い、原因不明の機内貨物火災であると判断した。また、発煙・発火検知システムの認証試験要件が不十分であったこと、および機内消火システムが装備されていなかったことが、航空機の損失に繋がったとした。

## 勧告
国家運輸安全委員会は、14に渡る新たな勧告を出した。その中には以下の提言が含まれている。
- すべての貨物用航空機の貨物区画に消火システムを設置[15]
- 航空会社に対する、リチウム一次電池が貨物専用機で火災に巻き込まれるリスク低減対策の実施[15]
- リチウム電池に関連するすべての熱故障および火災の原因を分析及び分析に基づいたリスク低減対策の実施[15]
- 危険物を輸送する航空機の運航者に対する、危険物の統合的かつ具体的な情報の提供の義務化[16]